# Rajd Safari 1972
Rajd Safari 1972 (20. East African Safari Rally) – rajd samochodowy rozgrywany w Tanzanii od 30 marca do 3 kwietnia 1972 roku. Była to trzecia runda Międzynarodowych Mistrzostw Producentów w roku 1972. Rajd został rozegrany na nawierzchni szutrowej.

## Wyniki końcowe rajdu[1]
| Msc. | Kierowca         | Pilot         | Samochód                | Czas     | Strata   |
| ---- | ---------------- | ------------- | ----------------------- | -------- | -------- |
| 1.   | Hannu Mikkola    | Gunnar Palm   | Ford Escort RS 1600 MKI | 9:13:00  | -        |
| 2.   | Sobiesław Zasada | Marian Bień   | Porsche 911 S           | 9:41:00  | +28:00   |
| 3.   | Vic Preston      | Bev Smith     | Ford Escort 1600 MKI    | 9:43:00  | +30:00   |
| 4.   | Robin Hillyar    | Mark Birley   | Ford Escort RS 1600 MKI | 12:04:00 | +2:51:00 |
| 5.   | Edgar Herrmann   | Hans Schüller | Datsun 240Z             | 12:47:00 | +3:34:00 |
| 6.   | Rauno Aaltonen   | Tony Fall     | Datsun 240Z             | 12:59:00 | +3:46:00 |
| 7.   | Roger Harris     | Peter Austin  | Peugeot 504             | 14:35:00 | +5:22:00 |
| 8.   | Timo Mäkinen     | Henry Liddon  | Ford Escort RS 1600 MKI | 14:39:00 | +5:26:00 |
| 9.   | Bert Shankland   | Chris Bates   | Peugeot 504             | 14:45:00 | +5:32:00 |
| 10.  | Shekhar Mehta    | Mike Doughty  | Datsun 240Z             | 14:49:00 | +5:36:00 |